# سیارک ۹۹۵

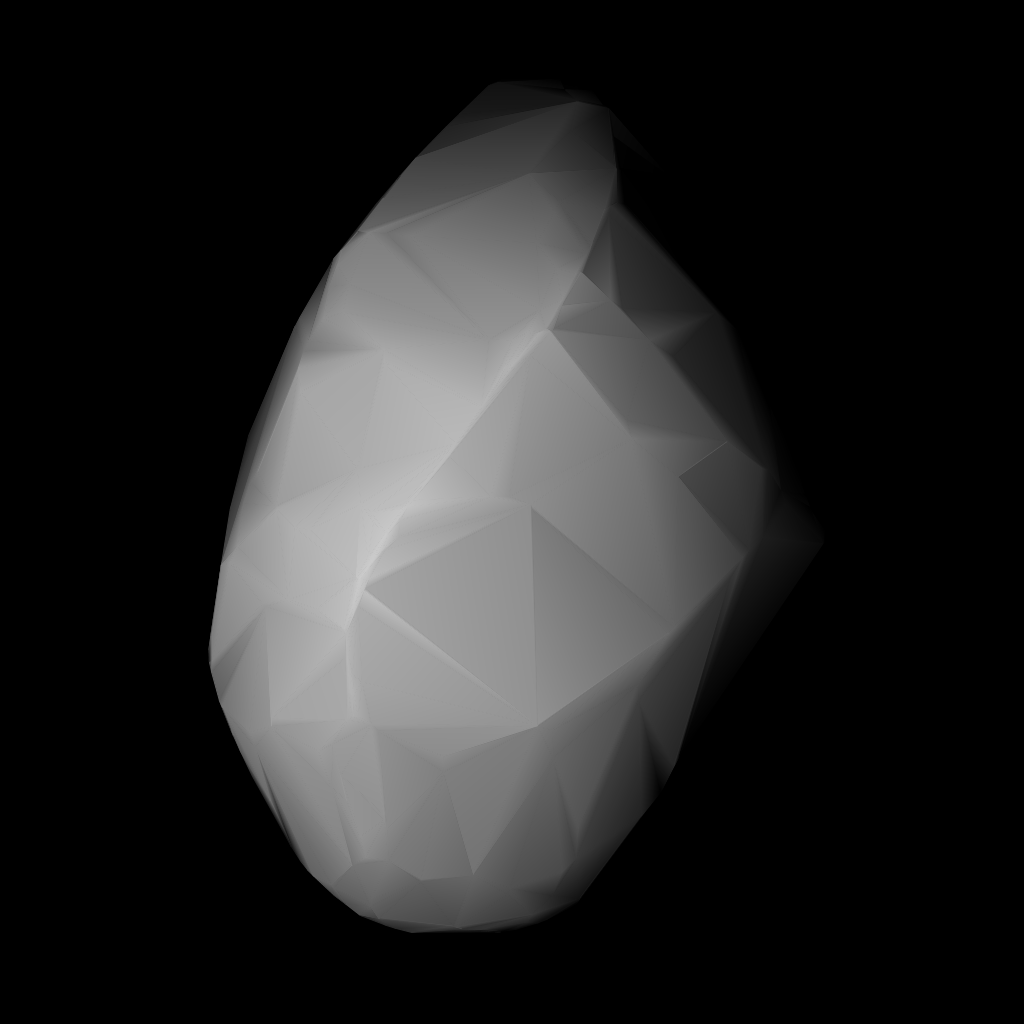
مدل سه‌بُعدی سیارک ۹۹۵ بر طبق منحنی نور آن

سیارک ۹۹۵ (به انگلیسی: 995 Sternberga، نامگذاری:1923NP) نهصد و نود و پنجمین سیارک کشف شده‌است که در ۸ ژوئن ۱۹۲۳ و در رصدخانه سایمیز کشف شد.
قدر مطلق سیارک برابر ۱۰٫۳۰ است.